# CFOI-FM
CFOI-FM est une station de radio chrétienne évangélique québécoise dont la fréquence est 104,1 FM à la ville de Québec, Québec. Elle est affiliée à l'Association d'Églises baptistes réformées du Québec.

## Histoire
La station a reçu l'approbation du CRTC le 24 janvier 2007.
Le 18 novembre 2009, CFOI-FM appliqua pour changer sa fréquence de 96,9 à 104,1 MHz, qui reçut l'approbation du CRTC le 19 février 2010
Le 3 décembre 2010, CFOI-FM appliqua pour ajouter un émetteur FM à Saint-Jérôme. Le 21 janvier 2011, la station reçut l'approbation du CRTC pour ajouter un nouvel émetteur à Saint-Jérôme qui devra opérer sur la fréquence 102.9 MHz.